# Filipí
El filipí és la forma estàndard de la llengua tagàlog i la "llengua nacional" de les Filipines, on és cooficial conjuntament amb l'anglès. El 2007, el tagàlog era la primera llengua de 28 milions de persones, més o menys un terç de la població filipina, mentre que 45 milions el parlaven com a segona llengua. El filipí és una de les 185 llengües que es parlen a les Filipines, segons l'Ethnologue. El filipí és definit oficialment per la Comissió de la llengua filipina (KWF) com "la llengua nativa, parlada i escrita, a Metro Manila, la Regió Capital Nacional, i altres centres urbans de l'arxipèlag". El filipí és una llengua pluricèntrica. De fet, s'han observat "varietats emergents del filipí que es desvien de les normes gramaticals del tagàlog" a Davao i a Cebu, que, juntament amb Metro Manila, són les tres àrees metropolitanes més grans de les Filipines. En realitat, tanmateix, el filipí també ha estat descrit com "simple tagàlog en la sintaxi i la gramàtica, sense cap element gramatical ni lèxic procedent d'altres llengües principals de les Filipines", i com "essencialment, una versió formal del tagàlog". A la major part dels contexts, 'filipí' funciona com una denominació alternativa de la llengua tagàlog, o com el nom del dialecte tagàlog de Metro Manila.